# Jashpur nagar
Jashpur nagar é uma cidade e uma nagar panchayat no distrito de Jashpur, no estado indiano de Chhattisgarh.

## Demografia
Segundo o censo de 2001, Jashpur nagar tinha uma população de 20 190 habitantes. Os indivíduos do sexo masculino constituem 55% da população e os do sexo feminino 45%. Jashpur nagar tem uma taxa de literacia de 71%, superior à média nacional de 59,5%: a literacia no sexo masculino é de 75% e no sexo feminino é de 67%. Em Jashpur nagar, 13% da população está abaixo dos 6 anos de idade.